# Martín Marrero
Martín Marrero de la Cruz (Santa Cruz de Tenerife, 4 settembre 1945) è un allenatore di calcio ed ex calciatore spagnolo di ruolo difensore.

## Carriera

### Giocatore

#### Club
Originario di Tenerife, giocò per tre anni in Segunda División con il Club Deportivo Tenerife. Nel 1969 si trasferì in un altro club canario, in questo caso partecipante alla Primera División, il Las Palmas, con cui militò per 13 stagioni, fino al 1979.

#### Nazionale
Nel 1969 giocò quattro partite con la Nazionale spagnola. Esordì il 23 febbraio 1969, allo Stade de Sclessin, nella gara persa per 2-1 contro la Nazionale del Belgio.

### Allenatore
Dopo il ritiro si dedicò alla carriera da allenatore. Vinse la Segunda División B 1986-1987 con il Tenerife.

## Palmarès

### Allenatore
- Segunda División B: 1

Tenerife: 1986-1987